# Давыдовичи (Могилёвская область)
Давы́довичи (бел. Давыдавічы) — деревня в составе Следюковского сельсовета Быховского района Могилёвской области Республики Беларусь.

## История
В 1865 году в составе Кутнянской волости Быховского уезда Могилевской губернии. В 1913 году действовала школа.

## Население
- 2010 год — 46 человек